# إهرنبرغ (أريزونا)
إهرنبرغ (بالإنجليزية: Ehrenberg CDP, Arizona) هي منطقة سكنية تقع بولاية أريزونا في الولايات المتحدة. تبلغ مساحتها 31.43 كم2، وترتفع عن سطح البحر 93 م، بلغ عدد سكانها 1,470 نسمة في عام 2010 حسب إحصاء مكتب تعداد الولايات المتحدة وتصل الكثافة السكانية فيها 46.8 نسمة لكل كيلومتر مربع (121.2/ميل2).

## التركيبة السكانية
حدّد مكتب تعداد الولايات المتحدة بيانات التركيبة السكانية لإهرنبرغ في تعداد الولايات المتحدة. في ما يلي، التركيبة السكانية حسب تعدادي 2000 و2010.

### تعداد عام 2000
بلغ عدد سكان إهرنبرغ 1,357 نسمة بحسب تعداد عام 2000، وبلغ عدد الأسر 545 أسرة وعدد العائلات 348 عائلة مقيمة في المنطقة السكنية. في حين سجلت الكثافة السكانية 43.2 نسمة لكل كيلومتر مربع (111.9/ميل2). وبلغ عدد الوحدات السكنية 824 وحدة بمتوسط كثافة قدره 26.2 لكل كيلومتر مربع (67.9/ميل2).
وتوزع التركيب العرقي للمنطقة السكنية بنسبة 82.76% من البيض و1.11% من الأمريكيين الأفارقة و1.62% من الأمريكيين الأصليين و0.07% من الأمريكيين ذوي الأصول الآسيوية و0.07% من سكان جزر المحيط الهادئ و10.54% من الأعراق الأخرى و3.83% من عرقين مختلطين أو أكثر و30.14% من الهسبانيون أو اللاتينيون من أي عرق.
بلغ عدد الأسر 545 أسرة كانت نسبة 35.6% منها لديها أطفال تحت سن الثامنة عشر تعيش معهم، وبلغت نسبة الأزواج القاطنين مع بعضهم البعض 45.7% من أصل المجموع الكلي للأسر، ونسبة 8.8% من الأسر كان لديها معيلات من الإناث دون وجود شريك، بينما كانت نسبة 9.4% من الأسر لديها معيلون من الذكور دون وجود شريكة وكانت نسبة 36.1% من غير العائلات. تألفت نسبة 27.7% من أصل جميع الأسر من عدة أفراد يعيشون في نفس المنزل ونسبة 9.5% كانت تتألف من شخص يعيش بمفرده يبلغ من العمر 65 عاماً أو أكثر. وبلغ متوسط حجم الأسرة المعيشية 2.49، أما متوسط حجم العائلات فبلغ 3.07.
بلغ العمر الوسطي للسكان 37.0 عاماً. وكانت نسبة 28% من القاطنين تحت سن الثامنة عشر، وكانت نسبة 8% بين الثامنة عشر والرابعة والعشرين عاماً، ونسبة 27.3% كانت واقعةً في الفئة العمرية ما بين الخامسة والعشرين والرابعة والأربعين عاماً، ونسبة 23.9% كانت ما بين الخامسة والأربعين والرابعة والستين، ونسبة 12.7% كانت ضمن فئة الخامسة والستين عاماً فما فوق. يوجد لكل 100 أنثى 110.7 ذكر، ويوجد لكل 100 أنثى في الثامنة عشر من عمرها فما فوق 110.6 ذكر.
بلغ متوسط دخل الأسرة في المنطقة السكنية 27,000 دولارًا، أما متوسط دخل العائلة فبلغ 28,000 دولارًا. وكان متوسط دخل الذكور 35,956 دولارًا مقابل 18,100 دولارًا للإناث. وسجل دخل الفرد الخاص بالمنطقة السكنية 14,372 دولارًا. وكانت نسبة 17% من العائلات ونسبة 22.7% من السكان تحت خط الفقر، وكان من هؤلاء نسبة 25.7% تحت سن الثامنة عشر ونسبة 17.9% في الخامسة والستين من العمر وما فوق.

### تعداد عام 2010
بلغ عدد سكان إهرنبرغ 1,470 نسمة بحسب تعداد عام 2010، وبلغ عدد الأسر 645 أسرة وعدد العائلات 345 عائلة مقيمة في المنطقة السكنية. في حين سجلت الكثافة السكانية 46.8 نسمة لكل كيلومتر مربع (121.2/ميل2). وبلغ عدد الوحدات السكنية 948 وحدة بمتوسط كثافة قدره 30.2 لكل كيلومتر مربع (78.2/ميل2).
وتوزع التركيب العرقي للمنطقة السكنية بنسبة 76.05% من البيض و1.16% من الأمريكيين الأفارقة و1.29% من الأمريكيين الأصليين و0.88% من الأمريكيين ذوي الأصول الآسيوية و16.94% من الأعراق الأخرى و3.67% من عرقين مختلطين أو أكثر و32.45% من الهسبانيون أو اللاتينيون من أي عرق.
بلغ عدد الأسر 645 أسرة كانت نسبة 26% منها لديها أطفال تحت سن الثامنة عشر تعيش معهم، وبلغت نسبة الأزواج القاطنين مع بعضهم البعض 36.6% من أصل المجموع الكلي للأسر، ونسبة 11.6% من الأسر كان لديها معيلات من الإناث دون وجود شريك، بينما كانت نسبة 5.3% من الأسر لديها معيلون من الذكور دون وجود شريكة وكانت نسبة 46.5% من غير العائلات. تألفت نسبة 37.1% من أصل جميع الأسر من عدة أفراد يعيشون في نفس المنزل ونسبة 15.5% كانت تتألف من شخص يعيش بمفرده يبلغ من العمر 65 عاماً أو أكثر. وبلغ متوسط حجم الأسرة المعيشية 2.28، أما متوسط حجم العائلات فبلغ 3.04.
بلغ العمر الوسطي للسكان 43.3 عاماً. وكانت نسبة 22.1% من القاطنين تحت سن الثامنة عشر، وكانت نسبة 9.7% بين الثامنة عشر والرابعة والعشرين عاماً، ونسبة 21.3% كانت واقعةً في الفئة العمرية ما بين الخامسة والعشرين والرابعة والأربعين عاماً، ونسبة 30.6% كانت ما بين الخامسة والأربعين والرابعة والستين، ونسبة 16.3% كانت ضمن فئة الخامسة والستين عاماً فما فوق. وتوزع التركيب الجنسي للسكان بنسبة 54.8% ذكور و45.2% إناث.